# West Foreland
Das West Foreland (polnisch Zachodnie Przedpole) ist ein eisfreier Landvorsprung im Westen von King George Island, der größten der Südlichen Shetlandinseln. 
Es wird im Osten vom Bellingshausen Dome (Collinseiskappe), der hier von der Nördlichen Collinsmoräne begrenzt wird, sowie im Norden von der Porębski Cove (Gletscherbucht) und im Süden von der Gradziński Cove (wahrscheinlich mit der See-Elefanten-Bucht identisch) begrenzt.
Der knapp eineinhalb Kilometer breite Landvorsprung, der 500 bis 700 Meter ins Meer (die Drakestraße) ragt, bildet den nördlichsten Bereich der Fildes-Halbinsel. Im Norden und Süden ragt jeweils eine Landzunge ins offene Meer, und nördlich der südlichen Landzunge liegen die Berlininseln. Der Schrammenbach, der Geschiebebach und der Moränenbach fließen über das West Foreland ins Meer.